# Fort Szcza Twierdzy Warszawa
Fort Szcza (ros. „Щ“), także fort Szczęśliwice – jeden z fortów pierścienia wewnętrznego Twierdzy Warszawa, znajdujący się w Warszawie, w dzielnicy Ochota. Został wzniesiony w latach 80. XIX wieku. Znajduje się między ulicami: Śmigłowca, Drawską, Zadumaną i Alejami Jerozolimskimi.

## Opis
Fort powstał w rejonie dawnej wsi Szczęśliwice. Było to typowe umocnienie o narysie regularnego pięcioboku z dwoma czołami. Fort otaczała sucha fosa (w późniejszym okresie zapełniła się wodą), broniona przez ceglane kaponiery. Posiadał również dwa schrony koszarowe. W latach dziewięćdziesiątych XIX wieku, w ramach modernizacji twierdzy, obiekt przeznaczono na funkcje magazynowe. Po 1909 roku, w czasie likwidacji twierdzy, zniszczono część zabudowań fortu. 
Podczas obrony Warszawy we wrześniu 1939 roku fort został zajęty przez Niemców. Próba odbicia fortu przez oddziały 56 Pułku Piechoty Wielkopolskiej zakończyła się niepowodzeniem; Polacy musieli wycofać się ponosząc ciężkie straty.
Po II wojnie światowej na terenie fortu wybudowano garaże, po których pozostały fundamenty. Zachowały się wały, dwa budynki koszar czołowych i ruiny kaponier barkowych. Teren fortu od lat 60. otaczają ogródki działkowe (ROD Fort Szczęśliwice). 
W 2004 obiekt został sprzedany przez Agencję Mienia Wojskowego prywatnemu właścicielowi. W 2023 nieruchomość została odkupiona od tureckiego przedsiębiorcy Sabri Bekdasa przez polską spółkę Arche. 
Wejście na teren fortu jest możliwe od strony ul. Śmigłowca. 